# Eugeniusz Szpunar

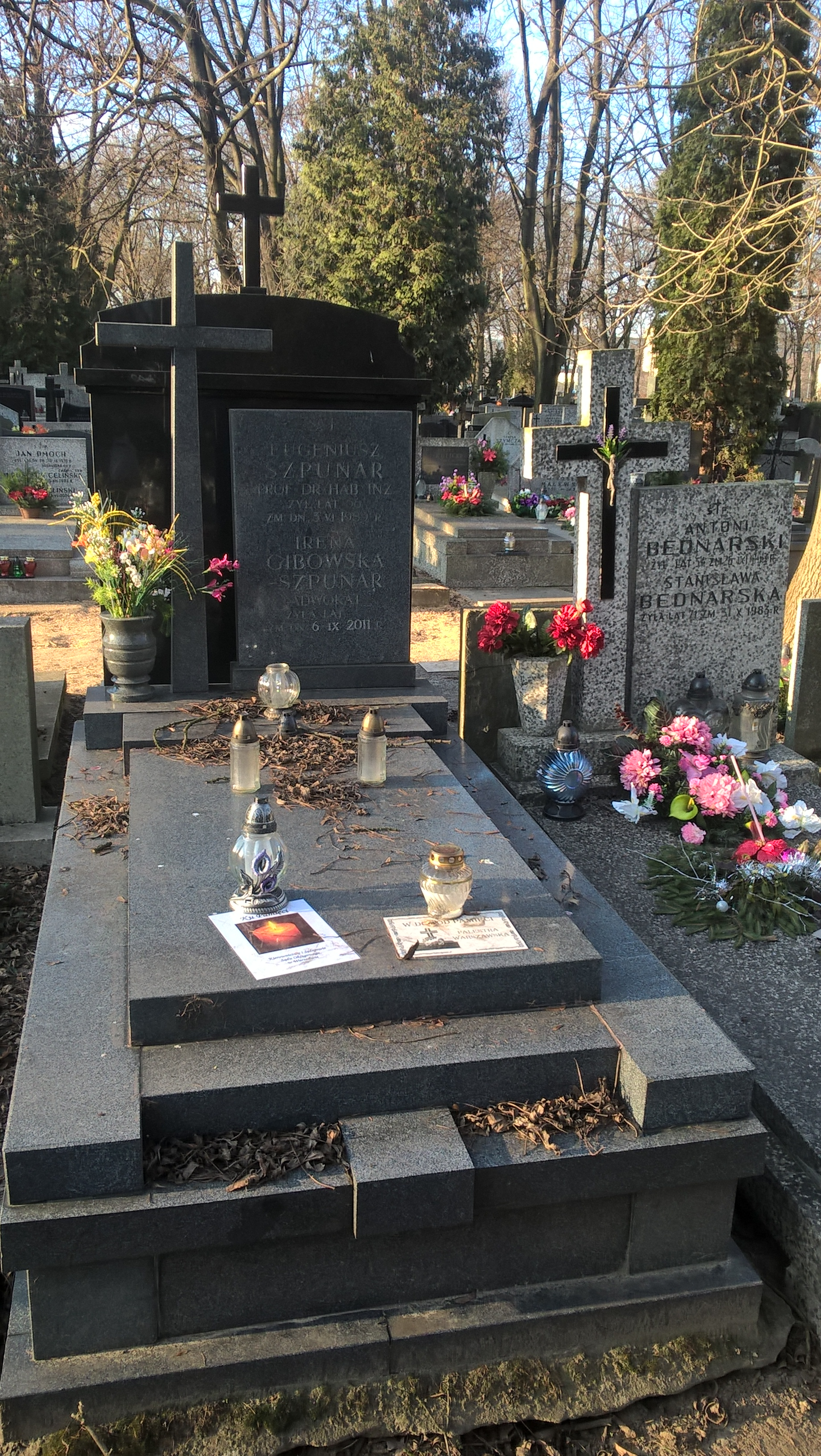
Grobowiec prof. dr. hab. Eugeniusza Szpunara na cmentarzu Bródnowskim w Warszawie (kw. 8O, rząd 6, grób 4)

Eugeniusz Szpunar (ur. 2 stycznia 1933 w Albigowej, zm. 3 czerwca 1989 w Warszawie) – profesor dr hab. nauk metalurgicznych, metaloznawca.

## Życiorys
W latach 1951–1956 studiował na wydziale metalurgii na Politechnice Uralskiej w Swierdłowsku, ukończył je uzyskując tytuł magistra inżyniera metalurgii. Po powrocie do kraju rozpoczął pracę związaną z kierunkiem studiów, początkowo w Fabryce Urządzeń Mechanicznych „Poręba” (1956-1963), a następnie w Instytucie Mechaniki Precyzyjnej (1964-1977). W IMP rozpoczął pracę od stanowiska starszego inżyniera, aby po dziewięciu latach posiadając tytuł profesora nadzwyczajnego zostać zastępcą dyrektora. W międzyczasie w 1967 na Politechnice Warszawskiej uzyskał stopień doktora nauk technicznych, a pięć lat później obronił habilitację. W 1973 był został docentem, a po dwóch latach otrzymał tytuł profesora nadzwyczajnego. Od 1969 był zaangażowany w redagowanie wydawnictw dotyczących mechaniki precyzyjnej „Prace IMP” i „Biuletyn IMP”. W 1973 zainicjował powstanie dwumiesięcznika „Metaloznawstwo i Obróbka Cieplna” i poradnika „Obróbka cieplna stopów żelaza”. W 1977 został dyrektorem Przemysłowego Instytutu Maszyn Budowlanych. Uczestniczył w pracach Komitetu Budowy Maszyn, Komitetu Metalurgii i Komitetu Nauki o Materiałach Polskiej Akademii Nauk.

## Odznaczenia
Eugeniusz Szpunar był wielokrotnie nagradzany i odznaczany za osiągnięcia badawcze i naukowe. Otrzymał:
- Medal Komisji Edukacji Narodowej,
- Srebrny Krzyż Zasługi,
- Złotą Odznakę za Zasługi dla Warszawy,
- Krzyż Kawalerski Odrodzenia Polski.